# Crossoglossa barfodii
Crossoglossa barfodii är en orkidéart som beskrevs av Dodson. Crossoglossa barfodii ingår i släktet Crossoglossa, och familjen orkidéer. Inga underarter finns listade i Catalogue of Life.